# Калнін Август Янович
Август Янович Калнін (нар. 1889, Ліфляндська губернія, тепер Латвія — 11 березня 1941) — радянський діяч, заступник голови Ради народних комісарів Білоруської РСР, народний комісар робітничо-селянської інспекції Білоруської РСР, член ЦВК СРСР 2—6-го скликань. Член Центрального бюро КП(б) Білорусі в 1922—1923 роках, член Бюро ЦК КП(б) Білорусі в 1925—1927 роках. Член Центральної контрольної комісії ВКП(б) у 1927—1934 роках.

## Життєпис
Член РСДРП(б) з 1913 року.
Брав участь у встановленні радянської влади в місті Вітебську.
З 1919 року — голова Вітебської губернської ради профспілок, голова Вітебської губернської Ради народного господарства.
У 1924—1927 роках — голова Вищої ради народного господарства РСР Білорусі.
У 1927—1932 роках — голова Центральної контрольної комісії КП(б) Білорусі.
У 1927—1932 роках — народний комісар робітничо-селянської інспекції Білоруської РСР.
Одночасно, в 1930—1932 роках — заступник голови Ради народних комісарів Білоруської РСР.
У 1932 — січні 1934 року — голова Нижньо-Волзької крайової контрольної комісії ВКП(б).
Подальша доля невідома.
Помер 11 березня 1941 року.